# Wahlen (Crimmitschau)
Wahlen ist ein Ortsteil der Ortschaft Crimmitschau der Großen Kreisstadt Crimmitschau im sächsischen Landkreis Zwickau. Der Ort wurde bereits am 1. Januar 1891 eingemeindet.

## Geografie

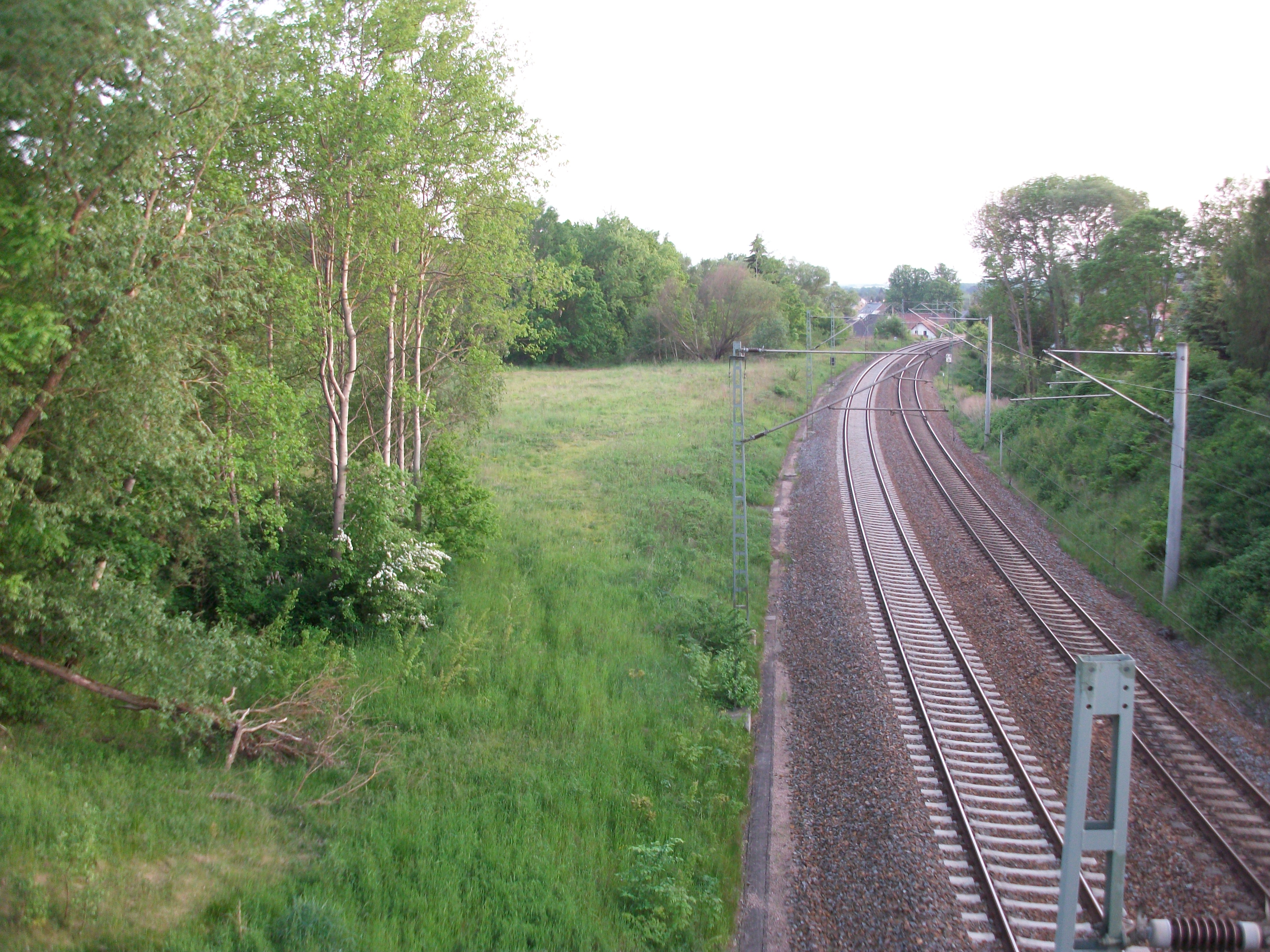
Standort der ehemaligen Ladestelle Crimmitschau-Wahlen (2016)

### Geografische Lage und Verkehr
Wahlen liegt im südlichen Stadtgebiet von Crimmitschau am Ostufer der Pleiße. Über die Hainstraße wird die Bundesstraße 93 im Osten erreicht. Die westliche Ortsflur wird von der Bahnstrecke Leipzig–Hof durchquert. Im Bereich der Straßenüberführung „Dänkritzer Landstraße“ befand sich zwischen 1908 und 1963 die Ladestelle Crimmitschau-Wahlen, an der die ausschließlich für den Güterverkehr genutzte Bahnstrecke Crimmitschau–Schweinsburg abzweigte.

### Nachbarorte
|                   | Crimmitschau                                |           |
|                   | Kompassrose, die auf Nachbargemeinden zeigt | Lauenhain |
| Neukirchen/Pleiße |                                             |           |

## Geschichte
Wahlen wurde im Jahr 1343 als „Walen“ erwähnt. Der Ort lag in der schönburgischen Pflege Crimmitschau, die 1413 wettinisch wurde und im 16. Jahrhundert im kursächsischen Amt Zwickau aufging. Die Grundherrschaft über Wahlen lag bis ins 19. Jahrhundert zeitweise anteilig bei den Rittergütern Schweinsburg, Kitschergut, Carthause, und Schiedel. Ein Teil von Wahlen unterstand als Amtsdorf direkt dem Amt Zwickau.
Wahlen gehörte bis 1856 zum kursächsischen bzw. königlich-sächsischen
Amt Zwickau. 1856 wurde der Ort dem Gerichtsamt Crimmitschau und 1875 der Amtshauptmannschaft Zwickau angegliedert.
Am 1. Januar 1891 erfolgte die Eingemeindung von Wahlen nach Crimmitschau. Durch die zweite Kreisreform in der DDR kam Wahlen als Teil der Stadt Crimmitschau im Jahr 1952 zum Kreis Werdau im Bezirk Chemnitz (1953 in Bezirk Karl-Marx-Stadt umbenannt), der ab 1990 als sächsischer Landkreis Werdau fortgeführt wurde und 1994 im Landkreis Zwickauer Land bzw. 2008 im Landkreis Zwickau aufging.